# Трояк Микола Захарович
Микола Захарович Трояк (15 лютого 1921, село Бровкове, тепер Новоукраїнського району Кіровоградської області — 16 жовтня 2010, місто Київ) — радянський діяч спецслужб, заступник голови КДБ при РМ Української РСР, генерал-майор.

## Біографія
З 1939 по 1947 рік служив у Червоній армії. У 1941 році закінчив Ленінградське військове училище зв'язку. Учасник німецько-радянської війни: командир взводу, роти, начальник зв'язку стрілецького полку. Член ВКП(б) з 1944 року.
У 1947 році демобілізований, направлений на навчання до Дніпропетровської міжобласної партійної школи, яку закінчив у 1949 році.
З 1949 по 1950 рік працював начальником Златопільської районної контори зв'язку Кіровоградської області.
У 1950—1952 роках — завідувач відділу пропаганди та агітації Берегівського окружного комітету КП(б)У Закарпатської області.
В органах державної безпеки СРСР із 1952 року. У 1952—1957 роках — начальник відділу Управління МДБ(КДБ) УРСР по Закарпатській області.
У 1957—1963 роках — заступник начальника Управління КДБ при РМ УРСР по Закарпатській області.
У 1963—1964 роках — заступник начальника Управління КДБ при РМ УРСР по Кримській області.
У 1964—1967 роках — начальник Управління КДБ при РМ УРСР по Закарпатській області.
У червні 1967—1978 роках — заступник голови КДБ при РМ Української РСР.
У 1978—1983 роках перебував у тривалому закордонному відрядженні.
З 1983 року — у відставці в Києві.
Помер 16 жовтня 2010 року в місті Києві.

## Звання
- полковник
- генерал-майор (14.12.1970)

## Нагороди
- два ордени Червоного Прапора
- орден Богдана Хмельницького
- два ордени Вітчизняної війни І ст.
- два ордени Червоної Зірки
- 6 медалей